# کارل کرش
کارل کُرش (زاده ۱۸۸۶- درگذشته ۱۹۶۱) نویسندهٔ و فیلسوف کمونیست آلمانی که یکی از بنیان‌گذاران نظریهٔ مارکسیسم فلسفی بود و به همین علت از کمینترن اخراج شد.
یکی از آثار مهم او مارکس و فلسفه است که در ۱۳۸۲ به فارسی ترجمه شده‌است.

## آثار
برخی از کتب و مقالات کرش به شرح زیر اند:

### کتاب‌ها
- کارل مارکس، ۱۹۳۸.
- مارکس و فلسفه، ۱۹۲۳.

### مقالات
- تکامل مسئله شوراهای سیاسی کارگران در آلمان، ۱۹۲۱.
- مقدمه‌ای بر نقد برنامهٔ گوتا، ۱۹۲۲.
- دیالکتیک مارکسیستی، ۱۹۲۳.
- مارکسیسم و بین‌الملل اول، ۱۹۲۴.
- لنین و کمینترن، ۱۹۲۴.
- دربارهٔ دیالکتیک مادی‌گرا، ۱۹۲۴.
- کمون انقلابی، ۱۹۲۹.
- وضعیت حاضر مسئلهٔ «مارکسیسم و فلسفه» - یک ضد-نقد، ۱۹۳۰.
- انقلاب اسپانیا، ۱۹۳۱.
- مقدمه‌ای بر سرمایه، ۱۹۳۲.
- تزهایی در نقد برداشت فاشیستی از دولت، ۱۹۳۲.
- برخی پیش‌فرض‌های اساسی برای یک بحث ماتریالیستی در باب تئوری بحران، ۱۹۳۳.
- چرا من یک مارکسیست هستم، ۱۹۳۴.
- ایدئولوژی مارکسیستی در روسیه، ۱۹۳۸.
- لنین به عنوان فیلسوف، ۱۹۳۸.
- اقتصاد و سیاست در اسپانیای انقلابی، ۱۹۳۸.
- مارکسیسم و وظیفهٔ امروز نبرد طبقاتی پرولتاریا، ۱۹۳۸.
- دولت و ضد-انقلاب، ۱۹۳۹.
- ضد-انقلاب فاشیستی، ۱۹۳۸.
- نبرد کارگران در برابر فاشیسم، ۱۹۴۱.
- نبرد برای بریتانیا، نبرد برای دموکراسی، و اهداف جنگی طبقهٔ کارگر (پیش‌درآمدی بر یک بحث سیاسی)، ۱۹۴۱.
- رویکردی غیردگماتیک به مارکسیسم، ۱۹۴۶.